# Rhynchospora brevirostris
Rhynchospora brevirostris är en halvgräsart som beskrevs av August Heinrich Rudolf Grisebach. Rhynchospora brevirostris ingår i släktet småag, och familjen halvgräs. Inga underarter finns listade i Catalogue of Life.